# Bùi Thị Nhung
Bùi Thị Nhung (sinh năm 1983 tại Hải Phòng) là vận động viên nhảy cao. Truyền thông báo chí gọi Nhung là Nữ hoàng của nhảy cao Việt Nam.

## Những cột mốc
- Năm 2001, trong lần trình làng ở Giải điền kinh quốc tế Thành phố Hồ Chí Minh mở rộng, Bùi Thị Nhung đã vượt qua mức xà 1m83 để xô đổ kỷ lục 1m82 của VĐV Vũ Mỹ Mạnh (người đang là huấn luyện viên của Nhung ở thời điểm đó) lập được ở SEA Games lần thứ 17.
- Tháng 9/2003, Bùi Thị Nhung trở thành vận động viên đầu tiên đoạt được HCV châu Á cho điền kinh Việt Nam ở môn nhảy cao với thành tích 1m88. Tại SEA Games lần thứ 22 ở Việt Nam năm 2003, Bùi Thị Nhung đã không đạt được thành tích như mong muốn khi bỏ lỡ cơ hội giành HCV trên sân nhà khi xếp thứ 2 chung cuộc.
- Tháng 5/2005, tại giải điền kinh Thái Lan mở rộng, Bùi Thị Nhung đã đứng thứ nhất và giành HCV với thành tích 1m94.
- Tháng 12/2005, tại SEA Games lần thứ 23 ở Philippines, Bùi Thị Nhung đã giành HCV đầu tiên cho đoàn thể thao Việt Nam khi vượt qua mức xà 1m89. Sự nghiệp thi đấu của Nhung bị gián đoạn do những chấn thương ở đầu gối.
- Tại buổi lễ khai mạc Đại hội thể thao châu Á trong nhà lần thứ 3 (Asian Indoor Games III) diễn ra vào tối ngày 30/10/2009 trên Sân vận động Quốc gia Mỹ Đình, Bùi Thị Nhung đã được trao vinh dự là người thắp ngọn đuốc của đại hội.